# Запорожский марш
Запоро́жский марш (укр. Запорозький марш) —  музыкальное произведение на основе народной мелодии, которое записал, дополнил и воспроизвел бандурист Евгений Адамцевич. В настоящее время наиболее известно в обработке Виктора Гуцала, объединившего марш с песней о Дорошенко и Сагайдачном «Ой, на горі та женці жнуть».

## Авторство
Общепризнано, что автором «Запорожского марша» является Евгений Адамцевич. Это в частности подтверждает и переписка с бандуристом О. А. Правдюка. В одном из писем к нему Адамцевич писал:

Теперь относительно Запорожского марша. В 1926 году я услышал мелодию, первую часть от кобзаря Положая Ивана Кирилловича, вторую часть — мажорную сам сочинил, и соединив вместе, дал название Запорожский марш.
Кроме того именно Евгений Адамцевич впервые исполнил его на публике в 1969 году на концерте в Киевском театре оперы и балета имени Тараса Шевченко.
Очевидцы так описывали концерт:

В невероятном влечении сердца за мелодией люди вставали с мест. Разразился ещё неслыханный под этим сводом гром аплодисментов.
Мне трудно рассказать, что было после первого исполнения «Запорожского марша». Скажу лишь, что старый Адамцевич выполнил его по требованию публики трижды. Так была нарушена договоренность не выполнять более двух произведений. И никто из кобзарей-побратимов не упрекал Адамцевича, что он трижды повторил свой номер. И хотя его музыка была бессловесная, но вслушиваясь в мелодию «Запорожского марша», уже никто из исполнителей не настаивал на том, чтобы петь сверх программы.
Стало понятно: произошло что-то чрезвычайное. Над заколдованным залом вспыхнуло и погасло прекрасное мгновение, которое повторить, задержать никто не сможет.

### Аранжировка
Евгений Адамцевич выполнял марш очень выразительно, энергично, вкладывая все своё мастерство и эмоциональную образность. Но из-за того, что играл пучками, не хватало звонкости. Дирижёр Государственного оркестра Виктор Гуцал вспоминал:

«Я понял, что такое произведение должно звучать масштабно и величественно. Написать новый марш на основе старого стало для меня первостепенной задачей».
В новой обработке марш впервые прозвучал 12 апреля 1970 в День космонавтики, вызвав праздничный восторг публики. Оркестр под управлением худрука и дирижёра Якова Орлова исполнял произведение на бис. «Запорожский марш», наполненный народной самобытной мелодикой, искренне заинтересовал многонациональную аудиторию. Он так понравился слушателям, что исполнялся на других концертах и по нескольку раз. Нередко советские люди стоя приветствовали музыкантов. После очередного исполнения марша в Большом театре партийных руководителей обеспокоила слишком эмоциональная атмосфера среди слушателей. По слухам, опасаясь подъёма национализма и казацкого сословного шовинизма, худсоветы тщательно изучали марш, ассоциируя его с сепаратистскими "Песнями сечевых стрельцов". Во избежание кривотолков В. Гуцал перешёл на работу в другой коллектив. Однако в Киеве марш продолжал исполняться, несмотря на якобы запрет (возможно, неофициальный).

## «Запорожский марш» в культуре и истории
На закате Перестройки «Запорожский марш» часто сопровождал советские торжества, митинги и праздничные демонстрации трудящихся в записи и оркестровом исполнении.
В начале 1990-х звучал на массовых выступлениях в поддержку независимости УССР.
Под звуки марша иногда собирались депутаты Верховной Рады. Периодически граждане Украины направляли просьбы и требования сделать марш гимном Украины.
В аранжировке С. Творуна мелодия используется на военных парадах ВСУ. «Запорожский марш» вошёл в репертуар народных оркестров, включая Украинский национальный оркестр народных инструментов.
«Запорожский марш» использовался в музыкальных художественных пьесах, мультипликационных фильмах, в новогодних и праздничных телевизионных постановках с участием звезд шоу-бизнеса, в операх и опереттах. Марш звучит на вокзале при отправлении и прибытии фирменных поездов № 52/53 «Запорожье—Киев» и 117/118 «Черновцы—Киев».